# Hygroma
 (août 2012).
 Mise en garde médicale
L'hygroma ou bursite est une inflammation d'une bourse séreuse (ou de plusieurs bourses séreuses). Il ne doit pas être confondu avec un épanchement articulaire car il s'agit d'un gonflement des structures extra-articulaires.
La bourse séreuse est une poche qui contient un liquide appelé synovie (ou liquide synovial, dont le rôle est de faciliter les mouvements des articulations) et qui favorise le glissement de ses organes annexes (muscles, tendons) par rapport par exemple à une articulation. Les bursites sont souvent accompagnées de douleurs associées aux mouvements de l'articulation ou des tendons. En outre, le mouvement des tendons et des muscles, lors d'une bursite, aggrave l'inflammation, en perpétuant le problème. Une ponction n'améliore généralement pas la situation.

## Étymologies
Le terme « hygroma » vient du grec hygros (humide) et oma (tuméfaction).

Le terme « bursite » vient du mot bourse.

## Causes
Les causes d'un hygroma sont souvent méconnues ou imprécises. Il semble le plus souvent s'agir d'une conséquence de microtraumatismes longuement répétés, ou de choc(s). La goutte est une étiologie classiquement évoquée dans les bursites olécraniennes (c'est-à-dire du coude). La cause est parfois infectieuse (une bursite peut être induite par des bactéries pathogènes telles que les borrelies responsables de la maladie de Lyme, au second ou troisième stade de la maladie, s'il n'y a pas eu de traitement au premier stade ou si ce traitement a échoué).

## Localisation
Les zones les plus touchées sont, par ordre décroissant :
- genou (fréquent chez les femmes de ménage, les jardiniers, les charpentiers, le clergé autrefois et dans certaines professions (carreleurs) où le genou est particulièrement sollicité ; pathologie aussi présente chez les sportifs : bursite ansérine du genou ; ou bourse ansérine ; ou syndrome de la patte d'oie)[1] ;
- coude ;
- cheville : bursite rétro-achilléenne de la maladie d'Haglund (en) ;
- hanche : bursite trochantérienne ;
- épaule, rarement, et qui pourrait parfois être une conséquence d'une scoliose, et plus souvent d'une sur-utilisation de l'articulation de l'épaule et des muscles ;
- orteils.

## Symptômes
Gonflement et douleur au niveau de l'articulation.
Les symptômes d'une bursite varient :
- douleur locale au niveau de l'articulation
- raideur de l'articulation
- douleur brûlante entourant l'articulation, avec aggravation de la douleur pendant et après l'activité, la bourse devenant raide le lendemain matin.

## Conséquences secondaires possibles
Le phénomène inflammatoire en jeu dans les bursites est handicapant. Il pourrait parfois aussi jouer un rôle dans l'apparition d'autres états inflammatoires comme l'arthrite rhumatoïde.
Une bursite peut dégénérer s'il y a infection.

## Cas particulier
On parle aussi d' hygroma du cou, associé à d'autres malformations diverses embryonnaires, par exemple « hygroma du cou » avec fente palatine, ou « hygroma colli » ; avec transmission autosomique récessive.

## Traitements
Une bursite peut être traitée par :
- le repos,
- des compresses de glace,
- des anti-inflammatoires et des analgésiques,
- dans certains cas, une infiltration de corticoïde,
- dans certains cas, une ponction pour retirer un excès de liquide et/ou analyse pour recherche d'une infection.

Une bursite infectée requiert en plus une thérapie par antibiotique.
La chirurgie peut être utilisée en cas de récidives fréquentes.